# Bani Zajd asz-Szarkijja
Bani Zajd asz-Szarkijja (arab. ‏بني زيد الشرقية‎, Banī Zayd aš-Šārqiyya) – miasto w Palestynie, w muhafazie Ramallah i Al-Bira. Według danych szacunkowych Palestyńskiego Centralnego Biura Statystycznego w 2016 roku miejscowość liczyła 6505 mieszkańców.
Powstała z połączenia wiosek Arura i Mazari an-Nubani oraz oddzielenia się od miejscowości Ibwajn.